# Carlos Damas
Carlos Damas (1973) é um importante violinista clássico português e artista de gravação da Dux Records, Brilliant Classics, Et'cetera Records e Naxos. É particularmente conhecido pelas suas interpretações de Fritz Kreisler e gravações de estreia mundial de obras dos compositores portugueses António Fragoso, Luís de Freitas Branco, Fernando Lopes-Graça e Sérgio Azevedo. Carlos Damas é considerado como o mais significativo violinista português da atualidade, com uma brilhante carreira internacional que abrange desde grandes obras-primas até obras contemporâneas, atestada por uma impressionante discografia internacional. Ele tem sido frequentemente comparado por críticos internacionais a mestres como Thomas Zehetmair, Gidon Kremer e Henryk Szeryng.

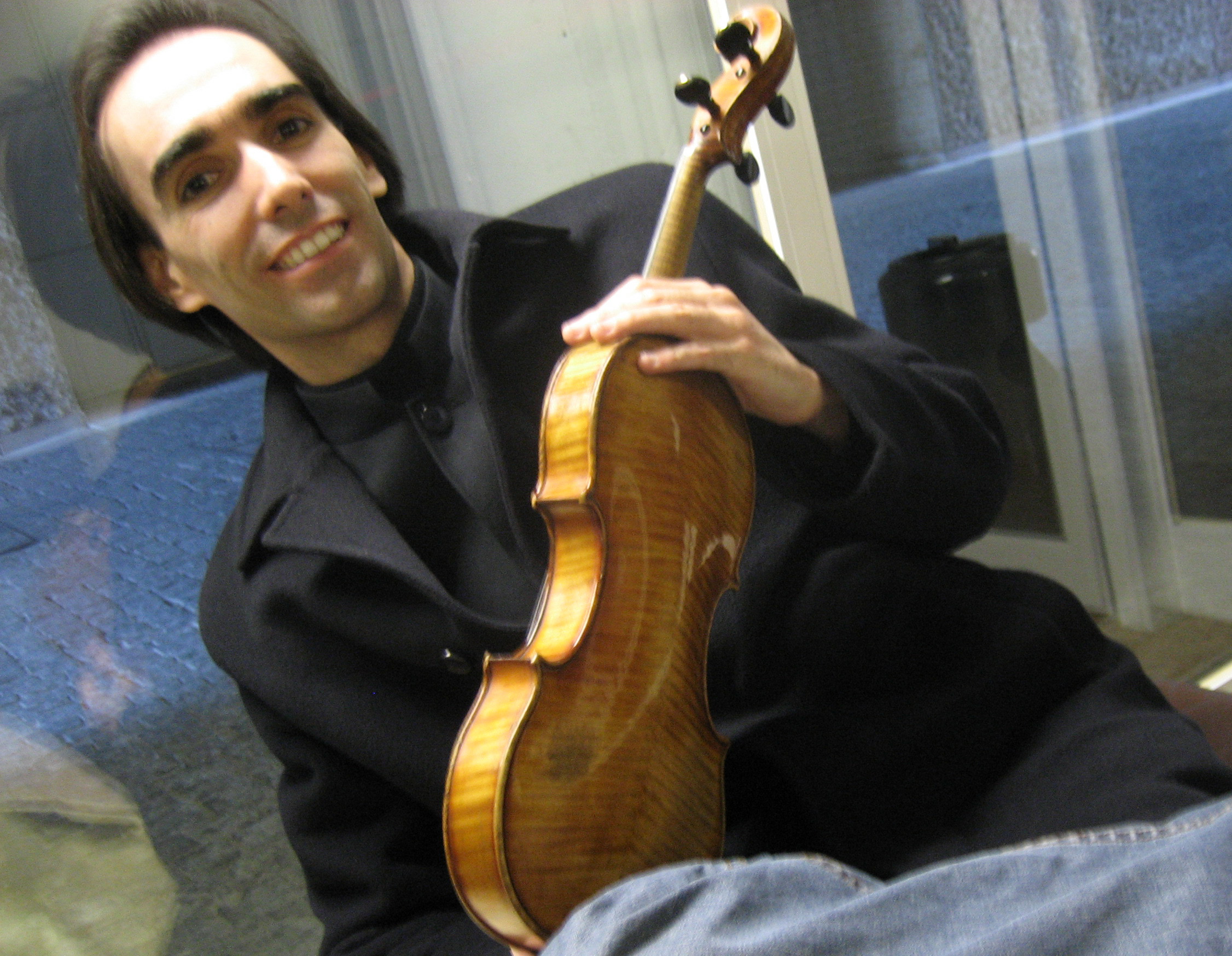
Carlos Damas

## Biografia
Damas nasceu em Coimbra, no dia 8 de Abril, o mesmo dia do nascimento do grande violinista Giuseppe Tartini (1692-1770), onde iniciou os seus estudos musicais no Conservatório de Coimbra aos três anos de idade. Aos seis anos, a família mudou-se para Lisboa, onde continuou os estudos de violino com Vasco Broco, Leonor Prado e Alexandra Mendes. Estreou-se a solo aos 15 anos, numa atuação com a Orquestra Sinfónica da Rádio Portuguesa dirigida por Joaquim da Silva Pereira. Continuou seus estudos no Conservatório de Paris com Jacqueline Lefèvre, Pierre Doukan e Ivry Gitlis. Estreou o Concerto para Violino de Luís de Freitas Branco em Paris em 1993. Reflexões sobre uma canção de embalar portuguesa para violino solo e orquestra de cordas de Sérgio Azevedo foi escrita e dedicada a Damas.[4][5][6]
Damas é regularmente solista com a Orquestra Filarmónica de Zagreb, Orquestra Filarmónica de Praga, Camerata de St. Severin, Camerata da Madeira, Sinfónica de Winnipeg, Orquestra Sinfónica de Guanzhou, St. Lukes Orchestra, Mission Chamber Orchestra of São José. Ele também se apresentou em Macau com a Orquestra de Câmara de Macau várias vezes desde 1997 e apareceu como solista em concertos organizados pela Associação Melodia para o Diálogo entre Civilizações em conjunto com a UNESCO, incluindo uma apresentação do Concerto para Violino Duplo de Bach no Lincoln Center em 2007.
Carlos Damas tem atuado como solista em conceituadas salas de concerto, incluindo Salle Gaveau e Salle Cortot (Paris), Tearto D. Pedro V (Macau), Grande Auditório da Unesco (Paris), Fundação Calouste de Gulbenkian, Teatro S. Luiz e Centro Cultural de Belém , Lee Hysan Concert Hall em Hong Kong, Ville Louvigy Orchester Philarmonique du Luxembourg, Oriental Arts Center em Xangai, Lisinski Zagreb Concert Hall.

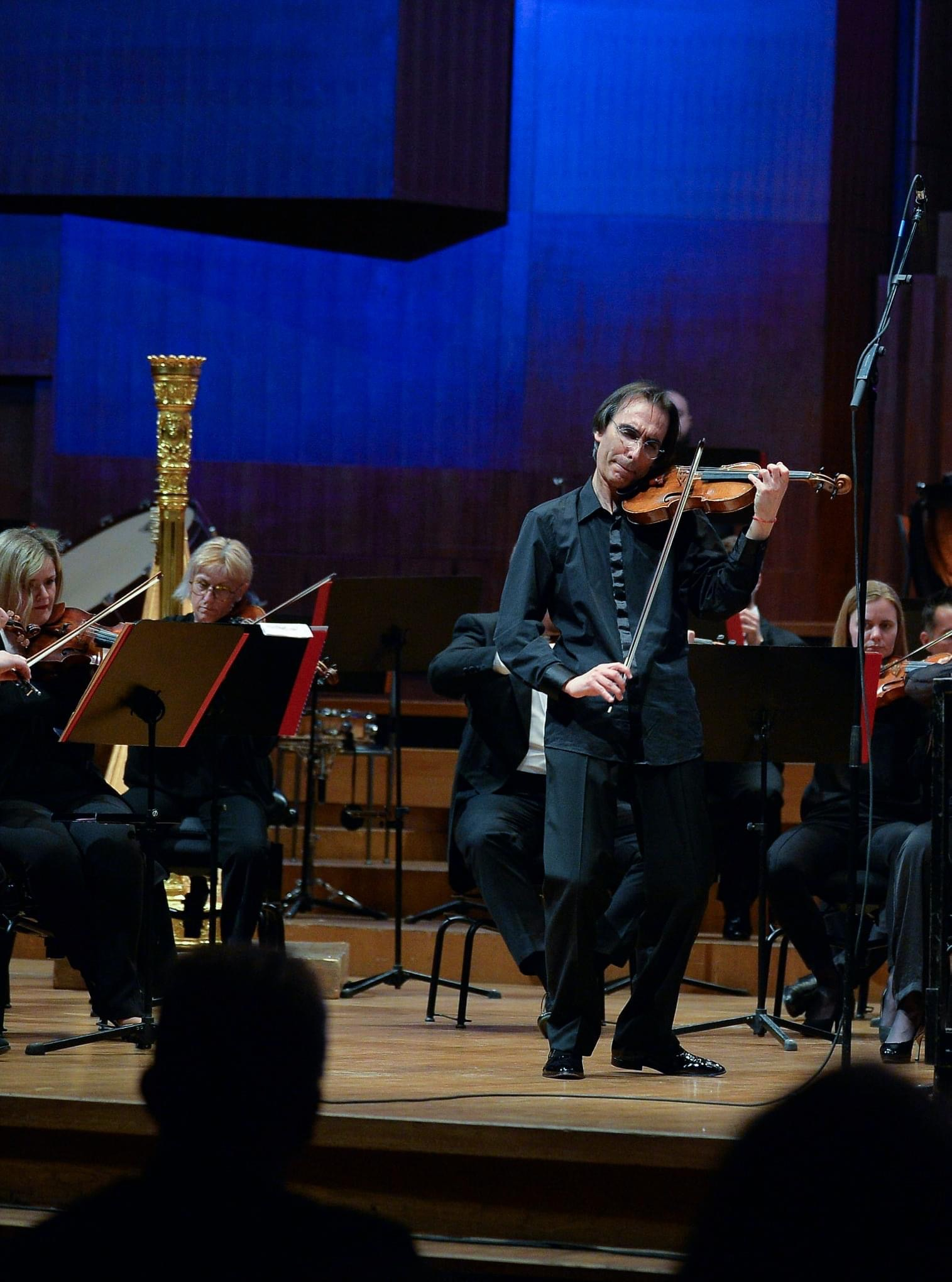
Carlos Damas em concerto

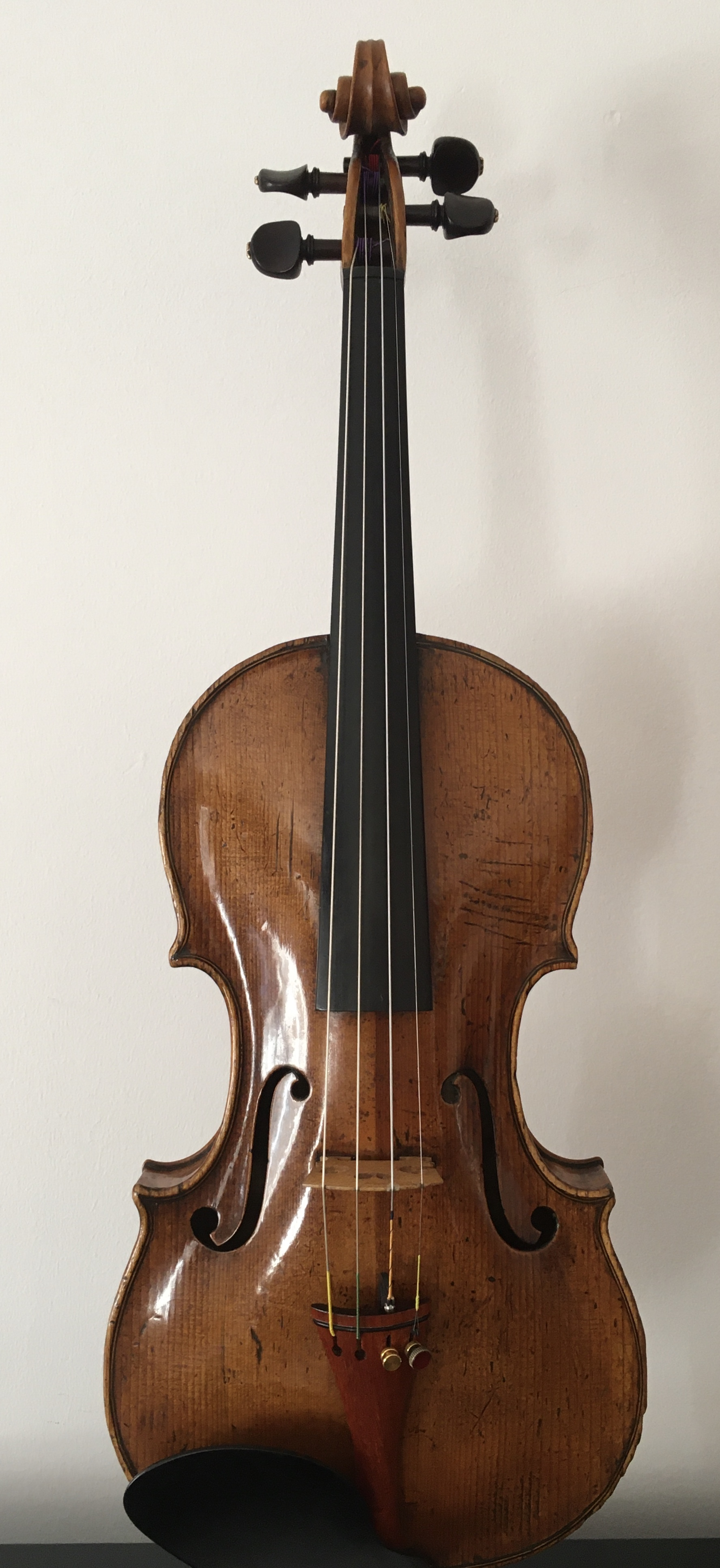
Giovanni Battista Gabrielli c.a. 1767

Carlos Damas é doutorado em Educação e Psicologia da Música e professor de violino na Universidade de Évora. O seu instrumento é um Giovanni Battista Gabrielli, o "ex-Isham", datado de c.a. 1767.

## Discografia
Carlos Damas fez as primeiras gravações de repertório de compositores portugueses. Gravou para etiquetas como a Dux, Brilliant Classics e Naxos:
- Carlos Damas, solo violin - Paganiniana/Astúrias/Lullaby for Amara (Vinil, Master Classics, Agosto 2025)
- L. V. Beethoven - Complete Violin Sonatas Vol. 3 (Etcetera, Agosto 2025)

- L. V. Beethoven - Complete Violin Sonatas Vol. 2 (Etcetera, Setembro 2023)
- Paganini, Wieniavsky, Sarasate, etc. - Aprés un Rêve (Etcetera, Julho de 2021)
- L. V. Beethoven - Complete Violin Sonatas Vol. 1 (Etcetera, Setembro de 2020)
- Jean Sibelius - Works for Violin and Piano (Etcetera, Setembro de 2016)
- Frederico de Freitas - Complete Violin Works (Brilliant Classics, 2015)
- Armando José Fernandes (Brilliant Classics, 2014)
- António Fragoso (Brilliant Classics, 2011)
- Luís de Freitas Branco (Naxos, 2010)
- Fritz Kreisler (DUX Records 2009)
- Carlos Damas - Modern Solo Violin Music (DUX Records 2007)
- Beethoven, Sonatas para violino e piano, nº4 e nº5 "Primavera" (MasterClassics/Universal 2004)
- Carlos Damas - Violino Solo (Numérica 2000)
- Diálogos do Silêncio (Tradisom/Sony 1997)
- Felix Mendelssohn Bartholdy (Numérica 1995)